# إريك كريستنسن
إريك كريستنسن هو لاعب هوكي الجليد كندي، ولد في 17 ديسمبر 1983 في إدمونتون في كندا.

## وصلات خارجية
- إريك كريستنسن على موقع دوري الهوكي الوطني (الإنجليزية)
- إريك كريستنسن على موقع قاعة مشاهير الهوكي (لاعب أن.إتش.أل) (الإنجليزية)
- إريك كريستنسن على موقع الدوري الأمريكي لهوكي الجليد (الإنجليزية)
- إريك كريستنسن على موقع EliteProspects.com (الإنجليزية)
- إريك كريستنسن على موقع HockeyDB.com (الإنجليزية)
- إريك كريستنسن على موقع Hockey-Reference.com (الإنجليزية)